# Рейно, Шарль Рене
Шарль Рене Рейно (фр. Charles-René Reynaud; 1656, Бриссак-Кенсе — 24 февраля 1728, Париж) — французский математик и философ.
Член Парижской академии наук (1716; associé libre).

## Биография

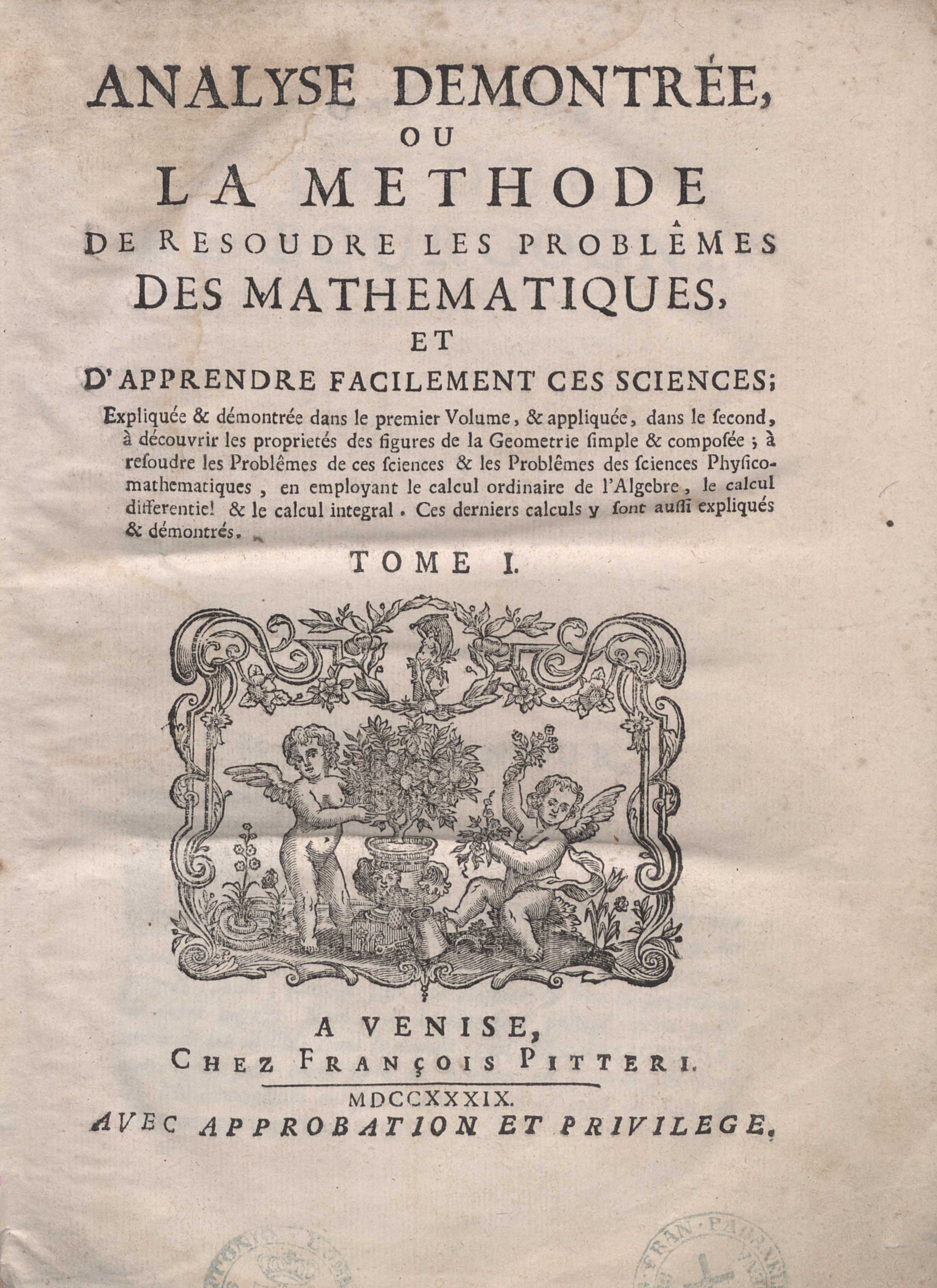
Analyse demontrée, 1739

В 20-летнем возрасте вступил в монашеский орден ораторианцев в Париже. Первоначальным предметом его занятий была философия, в которой он сделался картезианцем, затем же Рейно обратился к изучению геометрии и математики. После получения учёной степени преподавал философию в Тулоне и Пезенасе, с 1683 года преподавал математику в колледже в Анжере на протяжении 22 лет. Был членом академии наук этого города; когда же новый устав Парижской академии наук (1716 год) учредил в ней разряд свободных академиков (своего рода членов-корреспондентов), Рейно оказался в числе первых, удостоенных этого звания. Как философ он был последователем знаменитого Мальбранша.
Считал своей целью дать своим ученикам сочинение, которое заключало бы в себе теории как содержащиеся в сочинениях Декарта, Лейбница, Ньютона, Бернулли, так и изложенные в лейпцигских «Acta eruditorum», в «Мемуарах Парижской Академии» и в других, ещё менее известных изданиях. Это сочинение вышло в свет в Париже в 1708 году под заглавием: «Analyse démontrée ou Manière de resoudre les problèmes de mathématiques» (2 издания, 1736; в книге приведены доказательства многих методов, оставшихся у их авторов или неосознанными, или же изложенными недостаточно ясно и точно). Рейно составил учебник и для низших частей математики («La science du calcul des grandeurs en général»), первый том которого вышел в 1714 году (Париж), а второй найден после смерти автора неоконченным (его подготовил к изданию де-Мазьер); оба тома вышли вторым изданием в 1739 году.